# 言仁海
言仁海，湖南湘潭人，中华人民共和国政治人物。
担任湖南省工业劳模、湘潭电机厂电焊班班长。1954年，当选第一届全国人民代表大会代表。